# 蒂利灣
67°24′S 60°4′E / 67.400°S 60.067°E
蒂利灣（英語：Tilley Bay）是南極洲的海灣，位於麥克羅伯特森地，處於蒂利冰原島峰以東，該海灣根據挪威探險隊拍攝的空中照片被繪入地圖，現時由南極條約體系管理。